# Bergen (plaats in Noord-Holland)
Bergen (uitspraakⓘ) is een dorp in de Nederlandse provincie Noord-Holland in de gelijknamige gemeente.
Sinds ongeveer 1900 is Bergen een kunstenaarsdorp dat veel schilders, schrijvers en architecten aantrekt. Het Museum Kranenburgh in Bergen toonde onder andere een verzameling kunstwerken van deze Bergense School. De villawijk Park Meerwijk werd tussen 1915 en 1918 geheel in de stijl van de Amsterdamse School gebouwd. Aan de Buerweg hebben vooraanstaande kunstenaars gewoond. Er zijn in de zomermaanden op donderdag en vrijdag kunstmarkten rondom de Ruïnekerk, er zijn muziekfestivals (de Holland Music Sessions in augustus, Jazz & Sail in het eerste weekend van september), en de Kunst10daagse die elk jaar in oktober tienduizenden bezoekers trekt.
In Bergen staat ook het voormalige woonhuis van Adriaan Roland Holst (1888-1976), de "Prins der Dichters". Hij woonde er, met enkele onderbrekingen, van 1918 tot zijn dood in 1976. Sinds 2002 wordt het A. Roland Holsthuis aan de Nesdijk bij toerbeurt bewoond door schrijvers en dichters, die er vaak de laatste hand leggen aan nieuw werk.

## Geschiedenis
Bergen wordt al vermeld in stukken uit midden 10e eeuw. Maar de naam betrof toen alleen een buurschap rond een kerk, waar tegenwoordig de Ruïnekerk staat. Om Bergen heen lagen buurschappen, die nu deel uitmaken van het dorp: Westdorp, Oostdorp, Oudburgh en het latere Saenegheest/Zanegeest, Zanegeest is het enige dat nu nog als buurschap wordt geduid, tot halverwege de twintigste eeuw was dat ook het geval met Oostdorp, totdat dit werd uitgebreid met de wijk Tuindorp.
Zanegeest ontleent volgens velen zijn plaatsnaam aan het eucharistische Mirakel van Bergen van 1421, waarbij (volgens de legende) tijdens de beruchte Sint-Elisabethsvloed de kerkinventaris van de verdronken kerk van Petten veilig aanspoelde en het zeewater dat in het aangespoelde tabernakel was gedrongen later veranderd bleek te zijn in geronnen bloed. De plek waar de inventaris aanspoelde heette sindsdien Sacramentsdijk (nu Zakedijk) en er werd een kapel ter ere van het Allerheiligste Sacrament gebouwd die echter in de Tachtigjarige Oorlog door de protestantse Staatse troepen werd verwoest. Toch werd er tot midden jaren 1960 in mei een stille ommegang georganiseerd om dit wonder te gedenken. Dit gebruik is begin 21e eeuw nieuw leven ingeblazen.
Aan de westzijde werd rond 1500 een kasteeltje gebouwd dat in 1623 door de familie Ramp werd uitgebouwd tot het Huis te Ramp. In 1775 werd het vervallen gebouw weer afgebroken.
De Ruïnekerk werd in de 15e eeuw gebouwd op de plek van een oudere kerk. In de Middeleeuwen was het de grootste kerk van de provincie Noord-Holland. In 1574, tijdens de Tachtigjarige Oorlog, werd de kerk geplunderd en afgebrand. De kerk werd echter later weer gedeeltelijk herbouwd.
In 1799, tijdens de Tweede Coalitieoorlog tegen revolutionair Frankrijk, viel een Brits-Russisch leger de huidige provincie Noord-Holland binnen. Bij Bergen vond op 19 september een veldslag plaats (de Slag bij Bergen) waarbij de geallieerden werden verslagen door de Franse-Bataafse troepen. Het Russisch Monument in Bergen herinnert aan de veldslag. De Slag bij Alkmaar op 2 oktober 1799 vond ook voornamelijk plaats bij Bergen en wordt daarom ook wel de Tweede Slag bij Bergen genoemd.
Van 1905 tot 1955 reed de tramlijn Alkmaar - Bergen aan Zee. Een stoomlocomotief van deze lijn, NS 7742 met de bijnaam Bello, stond van 1960 tot 1978 midden in het dorp opgesteld als statisch monument. Daarna werd de locomotief gerestaureerd en weer rijvaardig gemaakt bij de Museumstoomtram Hoorn-Medemblik.

## Bergense School
De Bergense School (of School van Bergen) is een groep schilders die in het begin van de twintigste eeuw in deze plaats woonden en werkten. Zij werden sterk beïnvloed door het expressionisme (kubisme) van de Franse schilder Henri Le Fauconnier (die gedurende de Eerste Wereldoorlog in Nederland verbleef). Leden waren o.a. Conrad Kickert, Leo Gestel, Piet en Matthieu Wiegman, Dirk Filarski, Arnout Colnot, Piet van Wijngaerdt, Hendrik Chabot, Herman Kruijder, Charley Toorop, Ali Goubitz en Jan van Herwijnen.
De Bergense School is als een overgang te beschouwen van het late impressionisme naar het expressionisme. Voor de invoering van de moderne richtingen in de schilderkunst in Nederland heeft zij belangrijk werk gedaan.

## Molens
Bij Bergen staan twee poldermolens, de ene staat aan de Meerweg en de andere aan de Voert. Die aan de Meerweg is de Damlandermolen uit omstreeks 1700. De andere molen staat in het buitengebied van Bergen, in de Philisteinse polder ter hoogte van Het Woud. De molen draagt de naam Philisteinse Molen en dateert uit 1898.
Dorpen en gehuchten: Aagtdorp · Bergen · Bergen aan Zee · Bregtdorp · Catrijp · Camperduin · Egmond aan den Hoef · Egmond aan Zee · Egmond-Binnen · Groet · Hargen · Rinnegom · Schoorl · Schoorldam (deels) · Wimmenum

Buurtschappen: Duyncroft · Egmondermeer · Het Woud · Westdorp · Zanegeest

Badplaatsen (zonder woonkern): Hargen aan Zee · Schoorl aan Zee

Voormalige buurtschappen: Oostdorp · Oudburg

Voormalige gemeenten: Bergen · Egmond · Schoorl

Noord-Holland: Steden en dorpen      Nederland: Provincies · Gemeenten